# Major League Baseball All-Star Game
De Major League Baseball All-Star Game, ook wel bekend onder de naam "Midsummer Classic" of "Midsummer Night Classic", is een honkbalwedstrijd tussen de beste spelers van de National League en de American League. De wedstrijd vindt meestal plaats midden juli. Het symboliseert het midden van het seizoen van de Major League Baseball. Wiskundig gezien is dit niet het echte midden van het seizoen, maar ongeveer 55%.
De eerste All-Star wedstrijd werd gehouden in Chicago, Illinois in het jaar 1933.
In 2002 eindigde de wedstrijd voor het eerst in de geschiedenis in een gelijkspel. In de verlenging bleek dat beide teams nog maar 1 werper beschikbaar hadden en er werd besloten dat indien na 11 innings de stand nog steeds gelijk zou zijn, de wedstrijd in een gelijk spel zou eindigen.
Om het belang van de wedstrijd te vergroten krijgt sinds 2003 de winnende League het thuisvoordeel in de World Series, de slotwedstrijd van het seizoen waarin de winnaars van beide Leagues om het algehele kampioenschap strijden.

## Locatie
De organisatie van de Major League Baseball stelt de speellocatie vast. In de regel organiseren de beide leagues de wedstrijd om en om; een club uit een American League in de oneven jaren en een club uit de National League in de even jaren. De eerste uitzondering was in 1951 toen de Detroit Tigers de wedstrijd kregen aangewezen. Dit omdat de stad toen het 250-jarig bestaan vierde. De tweede keer was in 2007 toen de San Francisco Giants gastheer waren in het seizoen dat werd verwacht dat Barry Bonds het recordaantal homeruns zou verbreken.

## Major League All-Star wedstrijden (1933 - nu)
| Jaar   | Winnaar                                    | Score                                      | Stadion/Gastclub                                        | MVP                                                             |
| ------ | ------------------------------------------ | ------------------------------------------ | ------------------------------------------------------- | --------------------------------------------------------------- |
| 1933   | American                                   | 4 - 2                                      | Comiskey Park, Chicago White Sox                        |                                                                 |
| 1934   | American                                   | 9 - 7                                      | Polo Grounds, New York Giants                           |                                                                 |
| 1935   | American                                   | 4 - 1                                      | Municipal Stadium, Cleveland Indians                    |                                                                 |
| 1936   | National                                   | 4 - 3                                      | Braves Field, Boston Braves                             |                                                                 |
| 1937   | American                                   | 8 - 3                                      | Griffith Stadium, Washington Senators                   |                                                                 |
| 1938   | National                                   | 4 - 1                                      | Crosley Field, Cincinnati Reds                          |                                                                 |
| 1939   | American                                   | 3 - 1                                      | Yankee Stadium, New York Yankees                        |                                                                 |
| 1940   | National                                   | 4 - 0                                      | Sportsman's Park, St. Louis Cardinals                   |                                                                 |
| 1941   | American                                   | 7 - 5                                      | Briggs Stadium, Detroit Tigers                          |                                                                 |
| 1942   | American                                   | 3 - 1                                      | Polo Grounds, New York Giants                           |                                                                 |
| 1943   | American                                   | 5 - 3                                      | Shibe Park, Philadelphia Athletics                      |                                                                 |
| 1944   | National                                   | 7 - 1                                      | Forbes Park, Pittsburgh Pirates                         |                                                                 |
| 1945   | Niet gehouden                              | Niet gehouden                              | Niet gehouden                                           | Niet gehouden                                                   |
| 1946   | American                                   | 12 - 0                                     | Fenway Park, Boston Red Sox                             |                                                                 |
| 1947   | American                                   | 2 - 1                                      | Wrigley Field, Chicago Cubs                             |                                                                 |
| 1948   | American                                   | 5 - 2                                      | Sportsman's Park, St. Louis Browns                      |                                                                 |
| 1949   | American                                   | 11 - 7                                     | Ebbets Field, Brooklyn Dodgers                          |                                                                 |
| 1950   | National                                   | 4 - 3 (14 innings)                         | Comiskey Park, Chicago White Sox                        |                                                                 |
| 1951   | National                                   | 8 - 3                                      | Briggs Stadium, Detroit Tigers                          |                                                                 |
| 1952   | National                                   | 3 - 2 (5 innings, regen)                   | Shibe Park, Philadelphia Phillies                       |                                                                 |
| 1953   | National                                   | 5 - 1                                      | Crosley Field, Cincinnati Reds                          |                                                                 |
| 1954   | American                                   | 11 - 9                                     | Municipal Stadium, Cleveland Indians                    |                                                                 |
| 1955   | National                                   | 6 - 5 (12 innings)                         | County Stadium, Milwaukee Braves                        |                                                                 |
| 1956   | National                                   | 7 - 3                                      | Griffith Stadium, Washington Senators                   |                                                                 |
| 1957   | American                                   | 6 - 5                                      | Sportsman's Park, St. Louis Cardinals                   |                                                                 |
| 1958   | American                                   | 4 - 3                                      | Memorial Stadium, Baltimore Orioles                     |                                                                 |
| 1959-a | National                                   | 5 - 4                                      | Forbes Field, Pittsburgh Pirates                        |                                                                 |
| 1959-b | American                                   | 5 - 3                                      | Memorial Coliseum, Los Angeles Dodgers                  |                                                                 |
| 1960-a | National                                   | 5 - 3                                      | Municipal Stadium, Kansas City Athletics                |                                                                 |
| 1960-b | National                                   | 6 - 0                                      | Yankee Stadium, New York Yankees                        |                                                                 |
| 1961-a | National                                   | 5 - 4 (10 innings)                         | Candlestick Park, San Francisco Giants                  |                                                                 |
| 1961-b | Gelijk                                     | 1 - 1 (9 innings, regen)                   | Fenway Park, Boston Red Sox                             |                                                                 |
| 1962-a | National                                   | 3 - 1                                      | D.C. Stadium, Washington Senators                       | Maury Wills, Los Angeles Dodgers (NL)                           |
| 1962-b | American                                   | 9 - 4                                      | Wrigley Field, Chicago Cubs                             | Leon Wagner, Los Angeles Angels of Anaheim (AL)                 |
| 1963   | National                                   | 5 - 3                                      | Municipal Stadium, Cleveland Indians                    | Willie Mays, San Francisco Giants (NL)                          |
| 1964   | National                                   | 7 - 4                                      | Shea Stadium, New York Mets                             | Johnny Callison, Philadelphia Phillies (NL)                     |
| 1965   | National                                   | 6 - 5                                      | Metropolitan Stadium, Minnesota Twins                   | Juan Marichal, San Francisco Giants (NL)                        |
| 1966   | National                                   | 2 - 1 (10 innings)                         | Busch Memorial Stadium, St. Louis Cardinals             | Brooks Robinson, Baltimore Orioles (AL)                         |
| 1967   | National                                   | 2 - 1 (15 innings)                         | Anaheim Stadium, Los Angeles Angels of Anaheim          | Tony Perez, Cincinnati Reds (NL)                                |
| 1968   | National                                   | 1 - 0                                      | Astrodome, Houston Astros                               | Willie Mays, San Francisco Giants (NL)                          |
| 1969   | National                                   | 9 - 3                                      | Robert F. Kennedy Memorial Stadium, Washington Senators | Willie McCovery, San Francisco Giants (NL)                      |
| 1970   | National                                   | 5 - 4 (12 innings)                         | Riverfront Stadium, Cincinnati Reds                     | Carl Yastrzemski, Boston Red Sox (AL)                           |
| 1971   | American                                   | 6 - 4                                      | Tiger Stadium, Detroit Tigers                           | Frank Robinson, Baltimore Orioles (AL)                          |
| 1972   | National                                   | 4 - 3 (10 innings)                         | Atlanta Fulton County Stadium, Atlanta Braves           | Joe Morgan, Cincinnati Reds (NL)                                |
| 1973   | National                                   | 7 - 1                                      | Royals Stadium, Kansas City Royals                      | Bobby Bonds, San Francisco Giants (NL)                          |
| 1974   | National                                   | 7 - 2                                      | Three Rivers Stadium, Pittsburgh Pirates                | Steve Garvey, Los Angeles Dodgers (NL)                          |
| 1975   | National                                   | 6 - 3                                      | County Stadium, Milwaukee Brewers                       | Jon Matlack, New York Mets (NL) Bill Madlock, Chicago Cubs (NL) |
| 1976   | National                                   | 7 - 1                                      | Veterans Stadium, Philadelphia Phillies                 | George Foster, Cincinnati Reds (NL)                             |
| 1977   | National                                   | 7 - 5                                      | Yankee Stadium, New York Yankees                        | Don Sutton, Los Angeles Dodgers (NL)                            |
| 1978   | National                                   | 7 - 3                                      | San Diego Stadium, San Diego Padres                     | Steve Garvey, Los Angeles Dodgers (NL)                          |
| 1979   | National                                   | 7 - 6                                      | Kingdome, Seattle Mariners                              | Dave Parker, Pittsburgh Pirates (NL)                            |
| 1980   | National                                   | 4 - 2                                      | Dodger Stadium, Los Angeles Dodgers                     | Ken Griffey Sr., Cincinnati Reds (NL)                           |
| 1981   | National                                   | 5 - 4                                      | Cleveland Stadium, Cleveland Indians                    | Gary Carters, Montreal Expos (NL)                               |
| 1982   | National                                   | 4 - 1                                      | Olympic Stadium, Montreal Expos                         | Dave Concepcion, Cincinnati Reds (NL)                           |
| 1983   | American                                   | 13 - 3                                     | Comiskey Park, Chicago White Sox                        | Fred Lynn, Los Angeles Angels of Anaheim (AL)                   |
| 1984   | National                                   | 3 - 1                                      | Candlestick Park, San Francisco Giants                  | Gary Carter, Montreal Expos (NL)                                |
| 1985   | National                                   | 6 - 1                                      | Hubert H. Humphrey Metrodome, Minnesota Twins           | LaMarr Hoyt, San Diego Padres (NL)                              |
| 1986   | American                                   | 3 - 2                                      | Astrodome, Houston Astros                               | Roger Clemens, Boston Red Sox (AL)                              |
| 1987   | National                                   | 2 - 0 (13 innings)                         | Oakland-Alameda County Coliseum, Oakland Athletics      | Tim Raines, Montreal (NL)                                       |
| 1988   | American                                   | 2 - 1                                      | Riverfront Stadium, Cincinnati Reds                     | Terry Steinbach, Oakland Athletics (AL)                         |
| 1989   | American                                   | 5 - 3                                      | Anaheim Stadium, California Angels                      | Bo Jackson, Kansas City Royals (AL)                             |
| 1990   | American                                   | 2 - 0                                      | Wrigley Field, Chicago Cubs                             | Julio Franco, Texas Rangers (AL)                                |
| 1991   | American                                   | 4 - 2                                      | SkyDome, Toronto Blue Jays                              | Cal Ripken Jr., Baltimore Orioles (AL)                          |
| 1992   | American                                   | 13 - 6                                     | Jack Murphy Stadium, San Diego Padres                   | Ken Griffey Jr., Seattle Mariners (AL)                          |
| 1993   | American                                   | 9 - 3                                      | Oriole Park at Camden Yards, Baltimore Orioles          | Kirby Puckett, Minnesota Twins (AL)                             |
| 1994   | National                                   | 8 - 7 (10 innings)                         | Three Rivers Stadium, Pittsburgh Pirates                | Fred McGriff, Atlanta Braves (NL)                               |
| 1995   | National                                   | 3 - 2                                      | Ameriquest Field in Arlington, Texas Rangers            | Jeff Conine, Florida Marlins (NL)                               |
| 1996   | National                                   | 6 - 0                                      | Veterans Stadium, Philadelphia Phillies                 | Mike Piazza, Los Angeles Dodgers (NL)                           |
| 1997   | American                                   | 3 - 1                                      | Jacobs Field, Cleveland Indians                         | Sandy Alomar, Cleveland Indians (AL)                            |
| 1998   | American                                   | 13 - 8                                     | Coors Field, Colorado Rockies                           | Roberto Alomar, Baltimore Orioles (AL)                          |
| 1999   | American                                   | 4 - 1                                      | Fenway Park, Boston Red Sox                             | Pedro Martínez, Boston Red Sox (AL)                             |
| 2000   | American                                   | 6 - 3                                      | Turner Field, Atlanta Braves                            | Derek Jeter, New York Yankees (AL)                              |
| 2001   | American                                   | 4 - 1                                      | Safeco Field, Seattle Mariners                          | Cal Ripken Jr., Baltimore Orioles (AL)                          |
| 2002   | gelijk Onvoldoende spelers                 | 7 - 7 (11 innings)                         | Miller Park, Milwaukee Brewers                          | geen                                                            |
| 2003   | American                                   | 7 - 6                                      | U.S. Cellular Field, Chicago White Sox                  | Garret Anderson, Los Angeles Angels of Anaheim (AL)             |
| 2004   | American                                   | 9 - 4                                      | Minute Maid Park, Houston Astros                        | Alfonso Soriano, Texas Rangers (AL)                             |
| 2005   | American                                   | 7 - 5                                      | Comerica Park, Detroit Tigers                           | Miguel Tejada, Baltimore Orioles (AL)                           |
| 2006   | American                                   | 3 - 2                                      | PNC Park, Pittsburgh Pirates                            | Michael Young, Texas Rangers (AL)                               |
| 2007   | American                                   | 5 - 4                                      | AT&T Park, San Francisco Giants                         | Ichiro Suzuki, Seattle Mariners (AL)                            |
| 2008   | American                                   | 4 - 3 (15 innings)                         | Yankee Stadium, New York Yankees                        | J.D. Drew, Boston Red Sox (AL)                                  |
| 2009   | American                                   | 4 - 3                                      | Busch Stadium, St. Louis Cardinals                      | Carl Crawford, Tampa Bay Rays (AL)                              |
| 2010   | National                                   | 3 - 1                                      | Angel Stadium of Anaheim, Los Angeles Angels of Anaheim | Brian McCann, Atlanta Braves (NL)                               |
| 2011   | National                                   | 5 - 1                                      | Chase Field, Arizona Diamondbacks                       | Prince Fielder, Milwaukee Brewers (NL)                          |
| 2012   | National                                   | 8 - 0                                      | Kauffman Stadium, Kansas City Royals                    | Melky Cabrera, San Francisco Giants (NL)                        |
| 2013   | American                                   | 3 - 0                                      | Citi Field, New York Mets                               | Mariano Rivera, New York Yankees (AL)                           |
| 2014   | American                                   | 5 - 3                                      | Target Field, Minnesota Twins                           | Mike Trout, Los Angeles Angels of Anaheim (AL)                  |
| 2015   | American                                   | 6 - 3                                      | Great American Ball Park, Cincinnati Reds               | Mike Trout, Los Angeles Angels of Anaheim (AL)                  |
| 2016   | American                                   | 4 - 2                                      | Petco Park, San Diego Padres                            | Eric Hosmer, Kansas City Royals (AL)                            |
| 2017   | American                                   | 2 - 1 (10 innings)                         | Marlins Park, Miami Marlins                             | Robinson Cano, Seattle Mariners (AL)                            |
| 2018   | American                                   | 8 - 6                                      | Nationals Park, Washington Nationals                    | Alex Bregman, Houston Astros (AL)                               |
| 2019   | American                                   | 4 - 3                                      | Progressive Field, Cleveland Indians                    | Shane Bieber, Cleveland Indians (AL)                            |
| 2020   | Niet gehouden vanwege de COVID-19 pandemie | Niet gehouden vanwege de COVID-19 pandemie | Niet gehouden vanwege de COVID-19 pandemie              | Niet gehouden vanwege de COVID-19 pandemie                      |
| 2021   | American                                   | 5 - 2                                      | Coors Field, Colorado Rockies                           | Vladimir Guerrero Jr., Toronto Blue Jays (AL)                   |
| 2022   | American                                   | 3 - 2                                      | Dodger Stadium, Los Angeles Dodgers                     | Giancarlo Stanton, New York Yankees (AL)                        |
| 2023   | National                                   | 3 - 2                                      | T-Mobile Park, Seattle Mariners                         | Elías Díaz, Colorado Rockies (NL)                               |
| 2024   | -                                          | -                                          | Globe Life Field, Texas Rangers                         | -                                                               |
| 2025   | -                                          | -                                          | -, -                                                    | -                                                               |
| 2026   | -                                          | -                                          | Citizens Bank Park, Philadelphia Phillies               |                                                                 |

In totaal zijn er 93 wedstrijden gespeeld. De American League heeft 47 keer gewonnen en de National League 44 keer. Twee keer eindigde de wedstrijd in een gelijkspel.

## Trivia
- In 1945 werd de wedstrijd geannuleerd, omdat er niet gereisd mocht worden.
- Er waren tussen 1959 en 1962 twee All-Star wedstrijden. De tweede was om geld in te zamelen voor het pensioenfonds van de spelers.
- Van de achttien spelers die in 1934 startten staat er maar één niet in de Baseball Hall of Fame: Wally Berger
- De wedstrijd van 1981 is de enige wedstrijd die in het weekend is gehouden

American League:

Oostdivisie:
Baltimore Orioles ·
Boston Red Sox ·
New York Yankees ·
Tampa Bay Rays ·
Toronto Blue Jays

Centrumdivisie:
Chicago White Sox ·
Cleveland Guardians ·
Detroit Tigers ·
Kansas City Royals ·
Minnesota Twins

Westdivisie:
Houston Astros ·
Los Angeles Angels ·
Oakland Athletics ·
Seattle Mariners ·
Texas Rangers
National League:

Oostdivisie:
Atlanta Braves ·
Miami Marlins ·
New York Mets ·
Philadelphia Phillies ·
Washington Nationals

Centrumdivisie:
Chicago Cubs ·
Cincinnati Reds ·
Milwaukee Brewers ·
Pittsburgh Pirates ·
St. Louis Cardinals

Westdivisie:
Arizona Diamondbacks ·
Colorado Rockies ·
Los Angeles Dodgers ·
San Diego Padres ·
San Francisco Giants
World Series · Major League Baseball All-Star Game